# Golda – Železná lady Izraele
Golda – Železná lady Izraele (v originále Golda) je britský hraný film z roku 2023, který režíroval izraelský filmový režisér Guy Nattiv. Filmová biografie o bývalé izraelské premiérce Goldě Meirové v podání Helen Mirrenové měla premiéru 20. února 2023 na Mezinárodním filmovém festivalu v Berlíně. Film získal nominaci na Oscara za nejlepší masky.

## Děj
Dne 6. října 1973 spojené síly Egypta, Sýrie a Jordánska zahajují překvapivý útok na Sinajský poloostrov a Golanské výšiny, což vede k Jomkipurské válce. Izraelská premiérka Golda Meirová, osamělá a frustrovaná svým mužským kabinetem, musí učinit dramatická a osudová rozhodnutí v závodě s časem, aby zachránila milióny životů.

## Obsazení
| Helen Mirrenová  | Golda Meirová, izraelská premiérka                                          |
| Camille Cottin   | Lou Kaddar, asistentka Golday Meirové                                       |
| Rami Heuberger   | generál Moše Dajan, Ministr obrany                                          |
| Lior Ashkenazi   | generál David El'azar, náčelník Generálního štábu Izraelských obranných sil |
| Liev Schreiber   | Henry Kissinger, Ministr zahraničních věcí                                  |
| Ed Stoppard      | generálmajor Benny Peled, velitel letectva                                  |
| Rotem Keinan     | generál Cvi Zamir, ředitel Mosadu                                           |
| Dvir Benedek     | generálmajor Eli Zeira, náčelník Amanu                                      |
| Dominic Mafham   | generálporučík Chajim Bar-Lev, velitel jižních vojsk                        |
| Ohad Knoller     | generálmajor Ariel Šaron, velitel 143. divize                               |
| Emma Davies      | slečna Epstein, písařka                                                     |
| Jaime Ray Newman | sekretářka Henryho Kissingera                                               |
| Henry Goodman    | Šim'on Agranat, předseda vyšetřovací komise                                 |